# Lacey Brown
Lacey Elizabeth Brown (13 de agosto de 1985) es una cantautora, productora musical, violinista, pintora, modelo y diseñadora de moda estadounidense. Nacida en  Amarillo, Texas. Fue la finalista del duodécimo lugar en la novena temporada de American Idol.

## Primeros años
Nacida el 13 de agosto de 1985, Brown es hija de los pastores de Victory Church, una iglesia cristiana local, en Amarillo. Allí, sirvió como directora de Venue (el grupo de Victory en edad universitaria) y enseñó educación cívica y valores cristianos a los estudiantes en prácticas de Victory. Durante su infancia, aprendió a tocar el violín. También pasó tiempo en Tulsa, Oklahoma, donde estudió la Biblia. Su educación incluye el estudio del arte. Sus influencias musicales incluyen el folk y el country, así como la música rock, como Lady Antebellum, Kings of Leon, Coldplay y U2, además de Patsy Cline, Joni Mitchell, Dolly Parton y Pete Yorn.

## American Idol
Brown hizo su primera audición para la octava temporada de American Idol, donde entró en el Top 54 de las rondas de Hollywood. Brown audicionó más tarde en Orlando, Florida con la canción "Over the Rainbow", de The Wizard of Oz, de Judy Garland. A todos los jueces les encantó su actuación, incluyendo a la jueza invitada Kristin Chenoweth, y ella logró pasar a la siguiente ronda. Durante la semana de Hollywood, su actuación de "What a Wonderful World" fue presentada como un montaje para los concursantes que llegaron al Top 24. Interpretó "Landslide" en la primera noche de las semifinales, pero no impresionó a los jueces. A los jueces no les gustó su actuación de "Kiss Me" de Sixpence None the Richer durante la segunda semana. A pesar de esto, fue bien recibido por el cantante principal de la banda, Leigh Nash. Su versión de "The Story" de Brandi Carlile, la última noche antes de la final, fue considerada mejor. Brown finalmente llegó al Top 12.
La interpretación de Brown del "Ruby Tuesday" de The Rolling Stones (declaró que su versión es la de Melanie Safka), fue descrita por los jueces como sin energía, pero Simon Cowell añadió que no había nada malo con su voz. Brown fue eliminado del programa el 17 de marzo de 2010. Al principio del episodio se interpretó la canción "What a Wonderful World", con un montaje del viaje del Top 12, que marcó la pauta para su eliminación. Su eliminación causó problemas después de que Ryan Seacrest tuiteara los resultados. Los fanáticos enojados no vieron el programa, que tuvo "la menor audiencia entre los 18-49 años para un episodio de temporada programado regularmente en la historia de "Idol"".
Brown agradeció a sus fanes por su apoyo y sus planes de regresar a su ciudad natal, después de hacer entrevistas en Nueva York. Ella dice que intentará actuar (de una crítica a ella por Simon Cowell), así como una carrera en la música. En sus últimos momentos en el programa, dijo que podría probar la música country aunque su página de MySpace enumera "pop" y "folk" como sus géneros. Una línea notable de Brown en el programa fue: "Tienes que tomar los noes y convertirlos en síes"

### Actuaciones/resultados
| Semana #            | Tema                   | Elección de la canción   | Artista original         | Orden # | Resultado |
| ------------------- | ---------------------- | ------------------------ | ------------------------ | ------- | --------- |
| Audición            | La elección del oyente | "Over the Rainbow"       | Judy Garland             | N/A     | Avanzado  |
| Hollywood           | Primer Solo            | "First Day of My Life"   | Bright Eyes              | N/A     | Avanzado  |
| Hollywood           | Desempeño del Grupo    | "Get Ready"              | The Temptations          | N/A     | Avanzado  |
| Hollywood           | Segundo Solo           | "What a Wonderful World" | Louis Armstrong          | N/A     | Avanzado  |
| Top 24 (12 Mujeres) | Billboard Hot 100 Hits | "Landslide"              | Fleetwood Mac            | 7       | Seguro    |
| Top 20 (10 Mujeres) | Billboard Hot 100 Hits | "Kiss Me"                | Sixpence None the Richer | 3       | Seguro    |
| Top 16 (8 Mujeres)  | Billboard Hot 100 Hits | "The Story"              | Brandi Carlile           | 3       | Seguro    |
| Top 12              | The Rolling Stones     | "Ruby Tuesday"           | The Rolling Stones       | 4       | Eliminado |

## Carrera después de Idol
Después de dejar Idol, Brown dio varias entrevistas con Entertainment Weekly, USA Today, The Los Angeles Times, People, varios afiliados de Fox, MTV, E!, con Ryan Seacrest en su programa de radio (On Air con Ryan Seacrest), con Ellen DeGeneres en The Ellen DeGeneres Show, junto con varios en Nueva York, incluyendo el programa de Wendy Williams y The Late Show con David Letterman, donde actuó "What a Wonderful World". Entre las finalistas, sus mejores amigas son Paige Miles y Lee DeWyze, aunque es amiga de todas ellas, incluidas Siobhan Magnus y Katie Stevens. Ella dijo en estas entrevistas que está planeando continuar su carrera en la música, pero también está abierta a cualquier oferta que pueda llegar a ella. Actualmente vive en Nashville, Tennessee. Publicó un EP titulado Let It Go el 31 de mayo de 2011. En 2011, Brown firmó un contrato de gestión con Tracy Lawrence y estará de gira en el CMA Fest en Nashville en junio de 2011.

## Discografía

### Let It Go (2011)
| [[Anexo:Música en \|]]: ' |
| ------------------------- |
|                           |

El EP de país alternativo Let It Go, con cinco canciones, fue lanzado el 31 de mayo de 2011 a través del sello discográfico independiente (de propiedad propia) LEB Records. La voz de Brown fue descrita como una mezcla "...de tonos dulces pero inquietantes con un toque de Brenda Lee". Su estilo de escritura fue descrito como "...letras pop descansando en una cama de Bluegrass Americano."

#### Listado de temas
El listado oficial de temas publicado en el iTunes Store y Amazon.com el 31 de mayo de 2011.
| N.º | Título | Duración |  |

## Otros sitios web
- Lacey Brown en American Idol
- Lacey Brown (enlace roto disponible en Internet Archive; véase el historial, la primera versión y la última). en FOX News Radio

- Datos: Q6468248